# Del Newman
Del Newman, rodným jménem Derrick Martin Morrow, (5. října 1930 – 10. srpna 2020) byl anglický hudební aranžér a producent.

## Život
Narodil se v Londýně jako syn původem afrického lékaře a irské matky, která pracovala jako zdravotní sestra. V dětství byl dán k adopci. Hudbě se věnoval již od dětství – ve věku sedmi let začal hrát na klavír a violoncello. Později nastoupil do Královského námořnictva. Po návratu studoval hudbu například na londýnské Trinity College of Music. Během své kariéry spolupracoval s mnoha hudebníky, mezi něž patří například Art Garfunkel, Neil Sedaka, Dana Gillespie a Cat Stevens, ale také skupina Squeeze. Roku 2010 publikoval autobiografickou knihu s názvem A Touch from God: It's Only Rock and Roll, k níž napsal předmluvu hudebník Gordon Giltrap. V roce 2015 mu bylo za přínos britské hudbě uděleno ocenění Gold Badge. Jeho dcerou byla zpěvačka Delphi Newman. Zemřel v Carmarthenu ve Walesu ve věku 89 let.